# Campionati europei di dressage 1983
I Campionati europei di dressage 1983 si sono svolti a Aquisgrana, in Germania Ovest. 

## Podi
| Evento           | Oro                | Argento       | Bronzo    |
| Gara individuale | Anne Grethe Jensen | Reiner Klimke | Uwe Sauer |
| Gara a squadre   | Germania Ovest     | Danimarca     | Svizzera  |

## Medagliere
| Posiz. | Nazione        | Oro | Argento | Bronzo | Totale |
| ------ | -------------- | --- | ------- | ------ | ------ |
| 1      | Germania Ovest | 1   | 1       | 1      | 3      |
| 2      | Danimarca      | 1   | 1       | 0      | 2      |
| 3      | Svizzera       | 0   | 0       | 1      | 1      |
| Totale | Totale         | 2   | 2       | 2      | 6      |